# Toronto (Ohio)
Toronto è un comune (city) degli Stati Uniti d'America della contea di Jefferson nello Stato dell'Ohio. La popolazione era di 5,091 persone al censimento del 2010. La città si trova lungo il fiume Ohio e fa parte dell'area metropolitana di Weirton-Steubenville.

## Geografia fisica
Toronto è situata a 40°27′44″N 80°36′16″W (40.462266, -80.604443) e si trova circa 45 minuti da Pittsburgh.
Secondo lo United States Census Bureau, ha un'area totale di 2,14 miglia quadrate (5,54 km²).

## Storia
L'area fu colonizzata per la prima volta nel XIX secolo, quando era nota come Newburg's Landing. Quando la ferrovia fu costruita, invece, il nome dell'area fu cambiato in Sloanes Station. Nel 1881, dopo una votazione, la città fu incorporata col suo nome attuale. Questo nome fu ispirato dall'omonima città nel Canada, che il leader civico Thomas M. Daniels voleva tentare di emulare.
Nel XX secolo, la città divenne un grande centro industriale con una serie di grandi fabbriche in città e nei dintorni. Negli anni 80 e 90 la città, insieme al resto della regione, diminuì fortemente il lavoro di produzione. Oggi TIMET, il più grande fornitore al mondo di metalli di titanio, è il principale datore di lavoro della città.

## Società

### Evoluzione demografica
Secondo il censimento del 2010, c'erano 5,091 persone.

### Etnie e minoranze straniere
Secondo il censimento del 2010, la composizione etnica della città era formata dal 97,1% di bianchi, l'1,1% di afroamericani, lo 0,2% di nativi americani, lo 0,2% di asiatici, lo 0,1% di altre razze, e l'1,3% di due o più etnie. Ispanici o latinos di qualunque razza erano lo 0,8% della popolazione.